# خوان كروز كومار
خوان كروز كومار (بالإسبانية: Juan Cruz Komar)‏ (13 أغسطس 1996 بروساريو في الأرجنتين - ) هو لاعب كرة قدم أرجنتيني في مركز الدفاع. لعب مع بوكا جونيورز وتاليريس كوردوبا.

## روابط خارجية
- خوان كروز كومار على موقع قاعدة بيانات كرة القدم.إي يو (الإنجليزية)
- خوان كروز كومار على موقع Soccerway.com (الإنجليزية)
- خوان كروز كومار على موقع AS.com (الإسبانية)